# Maestri della Notte
Maestri della Notte è un gruppo di personaggi formato da vampiri che compaiono nella serie a fumetti Dampyr.

## Storia
I Maestri della Notte sono una stirpe di vampiri potentissimi, non immortali ma estremamente longevi, arrivati sulla Terra, all'alba del genere umano, da un mondo sito in un'altra dimensione del multiverso, le cui risorse si erano completamente esaurite. L'appellativo di Maestri della Notte è stato dato dai pochi esseri umani che hanno potuto apprendere della loro esistenza. Sono pochi ma non per questo uniti, in quanto molto egocentrici e del tutto amorali, ed anzi entrano spesso in conflitto, pur non arrivando mai ad uccidersi fra loro a causa di una legge stabilita dai più anziani tra loro al momento dell'arrivo sulla Terra. Un'altra legge che essi stabilirono riguardava il divieto di rivelarsi apertamente all'umanità. Alcuni di loro si limitano a vivere di caccia col proprio branco di non-morti, mentre altri, i più pericolosi, preferiscono gestire nell'ombra le leve del potere di alcune nazioni o di multinazionali. Altri ancora giocano, per svariati motivi, a farsi passare per divinità o addirittura semplici umani.

## Caratteristiche
A differenza dei vampiri del cinema, i Maestri della Notte non temono la luce del sole, anche se li indebolisce, possono specchiarsi nei vetri, non temono né aglio né croci né acqua santa. Se feriti, guariscono in pochi secondi. Sono dei cambia-forma, ossia hanno la possibilità di deformare il loro corpo entro certi limiti. L'unica cosa che possa ucciderli è un dampyr, ossia il figlio di un Maestro della Notte e di una femmina umana. Questo non ha superpoteri come al cinema, ma il suo sangue è letale, e dunque costituisce l'unica arma efficace contro i Maestri.
In uno speciale viene spiegato da uno dei servitori di Draka, il padre di Harlan, che l'impossibilità di un Maestro di ucciderne un altro risiede più che altro in un tabù, e non in un'impossibilità fisica, anche se, di fatto, un Maestro completamente smembrato e/o ridotto in prigionia senza la possibilità di nutrirsi inevitabilmente avvizzisce e muore (tale processo richiede comunque secoli). In seguito è stato chiarito da cosa deriva questo tabù: sembra infatti che lo spostamento della stirpe dei Maestri dal loro mondo morente al nostro sia avvenuto solo grazie alle conoscenze e al potere degli individui più antichi, e che questi una volta sulla terra siano rimasti uccisi per lotte di potere; la perdita delle loro preziose conoscenze sancì la prigionia nel nostro mondo e quindi venne stabilito il tabù. Gli altri tabù riguardano la segretezza, cioè il non potersi rivelare esplicitamente all'umanità, e ovviamente mettere al mondo un Dampyr.
Tra l'altro, una volta arrivate sul nostro mondo le femmine divennero sterili. I Maestri della Notte, tuttavia, possono trasformare in non-morti alcune loro prede, che diventano così parte del loro branco di caccia e restano succubi dei loro creatori finché questi ultimi restano in vita.
Non di rado, così come li hanno creati, i Maestri decidono, per un qualsiasi motivo, di disfarsi definitivamente dei propri non morti.

## Maestri conosciuti
Non si conosce il loro numero esatto, ma si stima siano attorno al centinaio di individui. Alcuni sono già stati affrontati, ed in diversi casi uccisi, da Harlan Draka. Altri non sono ancora apparsi nella serie. Nel 2025 molti Maestri rimasti dopo la morte di Lord Marsden, che aveva minacciato di distruggere il mondo, accettano di trasferirsi nel mondo parallelo scoperto da Draka abbandonando definitivamente la Terra, non si sa ancora quanti e quali Maestri siano rimasti.
| Maestri uccisi  | Luogo dello scontro finale                     |
| --------------- | ---------------------------------------------- |
| Ah-Toy          | isole Andamane (Malaysia)                      |
| Aaron Graber    | Mondo parallelo                                |
| Akhar Nun       | Oceano Pacifico                                |
| Alexis Musuraka | Amsterdam (Paesi Bassi)                        |
| Askar           | villaggio vicino a Mogadiscio (Somalia)        |
| Amanar          | altopiano di Djado (Niger)                     |
| Bai Gu Jing     | Khara Khoto, (Mongolia cinese)                 |
| Condor          | Deserto di Atacama (Cile)                      |
| Dagda           | Isole Britanniche?                             |
| El Lobo         | Sierra Madre (Messico)                         |
| Erlik Khan      | Mondo dei maestri                              |
| Gabor Vlatna    | Carpazi (Romania)                              |
| Garuda          | Bangkok (Thailandia)                           |
| Gorka           | Sarajevo (Bosnia ed Erzegovina)                |
| Grigor Vurdalak | Mosca (Russia)                                 |
| Horo            | Nekhen (Egitto)                                |
| Horvat          | castello vicino a Krasta (Albania)             |
| Huiracocha      | Amazzonia (Bolivia)                            |
| Huitzilopochtli | Salar de Coipasa (Bolivia)                     |
| Huracàn         | Fort Alexander (Haiti)                         |
| Iansa'          | Rio de Janeiro (Brasile)                       |
| Ixtlán          | Area 51, Nevada (U.S.A.)                       |
| Jan Vathek      | Zerzura (Sudan)                                |
| Jeun-Than       | Kyawwatchcaim Taung (Birmania)                 |
| Katari          | Amazzonia (Bolivia)                            |
| Klatka          | Kinabalu (Borneo) di un mondo parallelo        |
| Krigar          | Finnmark (Norvegia)                            |
| Konrad          | Ouachita county, Arkansas (U.S.A.)             |
| Kostacki        | Cornovaglia (Inghilterra)                      |
| Legba           | Jackson, Mississippi (U.S.A.)                  |
| Lodbrok         | Ebridi scozzesi (Inghilterra)                  |
| Lord Marsden    | Centrale Nucleare Temsek, Galles (Inghilterra) |
| Mhorag          | Nadvora (Ucraina)                              |
| Mordha          | Dublino (Irlanda)                              |
| Nergal          | Praga (Repubblica Ceca)                        |
| Ningirsu        | Aleppo (Siria)                                 |
| Omulù           | Damaraland (Namibia)                           |
| Qerâtu          | Habatja (Kurdistan iracheno)                   |
| Roxana Dragoste | Carpazi Orientali (Romania)                    |
| Rothgar         | Baden Baden (Germania)                         |
| Shrek           | Berlino (Germania)                             |
| Tziao Min       | Macao (Cina)                                   |
| Vanth           | Lucca (Toscana, Italia)                        |
| Verdier         | Parigi (Francia)                               |
| Victor Laforge  | Kinshasa (Congo)                               |
| Wunggurr        | Temposogno australiano                         |
| Zarema          | Mosca (Russia)                                 |

| Maestri conosciuti    | Ultimo avvistamento                     |
| --------------------- | --------------------------------------- |
| Amber Tremayne        | Galles (Regno Unito)                    |
| Araxe De Kerkadio     | Lozère (Francia)                        |
| Azara                 | Montmajour (Francia)                    |
| Bastet                | Nilo (Egitto)                           |
| Draka                 | Mondo dei maestri                       |
| Graf von Henzig       | Bois de Boulogne (Francia)              |
| Kwan-Yin              | isola di Putuo (Mar Cinese Meridionale) |
| Lamiah                | Berlino (Germania)                      |
| Rakoczy-Saint Germain | Praga (Repubblica Ceca)                 |
| Ryon                  | Monti Pisani (Italia)                   |
| Vrana                 | Civita (Calabria)                       |

### Aaron Graber
Autore: Diego Cajelli. Disegnatore: Luca Raimondo. Prima apparizione: Speciale Dampyr n. 8, Orrore tra gli Amish.
Aaron Graber è un maestro che un paio di secoli fa decise di mettersi a capo di una comunità Amish proclamandosi pastore e stravolgendone le tradizionali regole. La regola della non violenza ad esempio è soppressa e anzi, il rumspringa (tradizionale viaggio nel quale i giovani escono in giro e possono, volendolo, sperimentare tutto quanto è comune per i coetanei non Amish) culmina con un'uccisione, dopo la quale si diventa membro adulto della comunità. A detta di Graber la maggiore soddisfazione è trasformare gli agnelli in lupi, perciò solo chi lo vuole viene trasformato in non-morto diventando "pastore eterno" (pochi hanno fatto questo passo finale). Queste attività, condotte in spregio alla regola della segretezza attirarono l'intervento di Draka che giunse al villaggio con l'intento di fermarlo. Graber riuscì a fuggire con l'aiuto di Isaak, un ragazzo apparentemente minorato ma dotato di poteri interdimensionali: trasferì l'intero villaggio e i suoi occupanti in un mondo parallelo, dal quale i ragazzi continuano a venire mandati per il rumspringa nel nostro mondo. Ai giorni nostri Draka manda degli indizi ad Harlan che si collegano ad un omicidio avvenuto negli States; partito con Kurjak infine trova e riesce a sfruttare il varco attivo per i ritornanti dal rumspringa. Dopo che i pastori eterni vengono tutti uccisi, Graber con l'aiuto di Isaak (l'unico divenuto non-morto contro il suo volere) trasporta Harlan in un'ulteriore mondo parallelo, ma viene infine ucciso. In cambio dell'immunità per lui e per il resto della comunità Isaak riporta Harlan e Kurjak sulla Terra.

### Ah-Toy
Autore: Claudio Falco. Disegnatore: Luca Raimondo. Prima apparizione: Dampyr n. 215, Chinatown.
Ah-Toy era una Maestra di origine cinese che controllava la Chinatown di San Francisco alla fine dell'Ottocento con la copertura della più potente tenutaria di bordelli della città. Nel 1899 Ah-Toy abbandonò Chinatown, probabilmente per prendere il controllo della tratta di schiave nella Cina continentale funestata dalla Guerra dei Boxer. nel 2018 Ah-Toy ricomparve a San Francisco con l'intenzione di riprendere il controllo di Chinatown. A tal scopo la Maestra si alleò a un gangster di origine cinese e scatenò una vittoriosa guerra contro i leader della Triade locale. Pur usando solo servitori umani attirò comunque l'attenzione del poliziotto-vampiro Jim Fajella che allertò Harlan Draka. Così Ah-Toy si scontrò inevitabilmente con Harlan e i suoi alleati che riuscirono momentaneamente a sconfiggerla. In seguito la Maestra si rifugiò a Kuala Lumpur in Malaysia. Una volta in Malesia Ah-Toy grazie a un prestanome prese il controllo di una grossa compagnia di navigazione e grazie a un branco di pirati non-morti al suo servizio nascosti su una invisibile isola dell'arcipelago delle Andamane razziò numerose navi nello Stretto di Malacca. Tuttavia Harlan e Jim Fajella ritrovarono le sue tracce e dopo averla scacciata da Kuala Lumpur il Dampyr la affrontò in uno scontro finale nella sua isola segreta dove la Maestra fu eliminata.
Ah-Toy era una Maestra scaltra e crudele, che preferiva muoversi nell'ombra. Disponeva di poteri di illusione superiori a quelli di molti Maestri riuscendo a confondere lo stesso Harlan.
Ah-Toy si basa sulla figura di Ah Toy, reale tenutaria di bordelli durante la corsa all'oro californiana, già protagonista di una storia di Tex Willer. In questa nuova interpretazione, al di là dell'elemento fantastico, il ritratto di Ah-Toy appare comunque più aderente al personaggio storico, dalla cui reale biografia vengono tratti vari spunti.

### Akhar Nun
Autore: Diego Cajelli. Disegnatore: Arturo Lozzi. Prima apparizione: Dampyr n. 113, La nave fantasma.
Akhar Nun è un Maestro della Notte a capo della ciurma della nave fantasma Akron, a bordo della quale da secoli si dedica alla pirateria ed al contrabbando di armi fra i vari oceani al comando del suo equipaggio di non-morti. A differenza di molti suoi simili, con cui lascia intendere di essere da sempre in cattivi rapporti, a modo proprio dimostra un interesse per gli umani che sembra andare oltre le mere logiche di dominio, al punto che anch'egli, come Draka, ha amato una donna umana (Miranda) e da lei avrebbe desiderato avere un figlio. Tuttavia, a differenza di Draka, non ha mai avuto il coraggio di metterlo al mondo, consapevole della pericolosità che ciò avrebbe potuto comportare.
Dopo averlo cercato per alcune settimane, Harlan Draka e compagni lo raggiungono su una sconosciuta isoletta del Pacifico (la stessa sulla quale il Maestro visse con Miranda).
Inizialmente Akhar Nun valuta la possibilità di allearsi con Harlan per sbarazzarsi degli altri Maestri, ripensandoci però al momento dell'incontro con il Dampyr, che riesce ad ucciderlo al termine di un'aspra lotta.
Il nome scelto per questo Maestro è ispirato ad Akharara, città dell'Asia Minore nella quale nell'antichità sorgeva un tempio dedicato al culto di Char Nun, assimilato al traghettatore mitologico Caronte.

### Alexis Musuraka
Autore: Maurizio Colombo. Disegnatore: Luca Rossi.
Prima apparizione: Dampyr n. 18, Lo schermo demoniaco.
Alexis Musuraka è uno dei più anziani Maestri della Notte. Il suo passato è avvolto da un alone di mistero: di lui si sa solo che, negli anni '50, era un famoso produttore e regista di film horror ad Hollywood. A causa dei suoi eccessi, e soprattutto dopo aver ucciso una giovane attrice di un suo film, decise di sparire dalla circolazione, rifugiandosi nei Paesi Bassi.
Si stabilì ad Amsterdam, dove per soddisfare a modo proprio la sua passione per il cinema horror iniziò a trasformare alcuni giovani in non-morti, per poi operarli chirurgicamente per farli assomigliare ai personaggi dei suoi film.
Harlan, su indicazione di Caleb Lost, va a cercarlo ad Amsterdam, dove un vecchio collega di Musuraka, Louis Fuller, lo cerca a sua volta per compiere una vendetta: egli è, infatti, il marito dell'attrice che il Maestro della Notte uccise negli anni '60.
Dopo uno scontro terribile, in cui lo stesso Harlan ed i compagni rischiano seriamente la vita, il Dampyr ferisce a morte Musuraka, che viene poi finito dallo stesso Louis, che gli dà fuoco sacrificandosi per vendicare così sua moglie.

### Amber Tremayne
Autori: Mauro Boselli, Maurizio Colombo. Disegnatori: Luca Rossi, Mauro Laurenti. Prima apparizione: Dampyr n. 3, Fantasmi di sabbia.
Amber, sorella di Draka, è dunque la zia di Harlan.
Le prime informazioni sul suo conto si hanno già in era romana, quando Amber è la regina di un piccolo popolo dell'odierno Galles. Successivamente, sposa un comandante romano, Magno Massimo, che diventa usurpatore dell'impero romano.
Grande sacerdotessa celtica, riesce, grazie ad alcuni riti druidici e ai principi di una scienza antidiluviana, a concepire un figlio (a quanto risulta, le femmine dei Maestri della Notte sono sterili da millenni) ed a farlo nascere. Tuttavia, Magno Massimo muore poco dopo nella battaglia di Aquileia il 28 agosto del 388. Il figlio di Amber, Aurelio Ambrosio, pur non essendo un Dampyr come Harlan (solo il seme di un Maestro maschio può concepirlo), è comunque più forte degli altri uomini, ed assieme a sua madre, cerca di liberare la Britannia, ormai preda di sassoni, angli e iuti. Aurelio Ambrosio viene ucciso e per Amber il colpo è tremendo.
Non si sa cosa abbia fatto nei secoli a seguire, ma Harlan la trova, grazie ad alcune carte di suo padre, in un vecchio maniero della Cornovaglia, e la aiuta ad eliminare un altro Maestro, Kostacki. I due collaborano anche in una seconda occasione, sconfiggendo la regina dei Tylwyth Teg (il piccolo popolo del folklore gallese), Black Annis, secolare avversaria di Amber. La sorella di Draka, inoltre, non uccide più da tempo gli umani, ma si nutre grazie a donazioni spontanee degli abitanti di una cittadina del Galles, che hanno un debito di riconoscenza verso di lei.
Il suo design è ispirato all'attrice Nicole Kidman.

### Araxe De Kercadio
Autori: Mauro Boselli, Maurizio Colombo. Disegnatori: Alessandro Baggi, Giuliano Piccininno, Majo. Prima apparizione: Dampyr n. 10, Casa di sangue.
Araxe De Kercadio in passato si fingeva nobildonna di Bretagna e che durante la Rivoluzione francese ha combattuto al fianco dei Ribelli della Vandea e della monarchia. Poco dopo, Araxe entrò nel cosiddetto "letargo vampiresco", ossia un sonno secolare durante il quale i Maestri della Notte sono più facilmente vulnerabili, non potendo bere sangue fresco. Tuttavia, negli ultimi anni, anche a causa di un attacco di un altro Maestro, Verdier, e di un potente stregone, Maître Abel, Araxe si è vista costretta a risvegliarsi, ma ha rinunciato a nutrirsi di innocenti, potendo contare sull'aiuto del suo fedele alleato Victor. È, questo, il principale motivo per cui Harlan Draka ha stipulato con lei una sorta di patto di non belligeranza, tramutatosi in alleanza temporanea in occasione degli scontri con Verdier e Maître Abel.
Il nome "Araxe" è un omaggio allo scrittore francese Jean Louis Bouquet ed al suo racconto omonimo, compreso nella raccolta Alouqua, ou la comedie des morts in Amateur Fanzine Pleiade (1941).

### Askar
Autore: Antonio Zamberletti. Disegnatore: Fabrizio Russo. Prima apparizione: Maxi Dampyr n. 7, Mogadiscio.
Askar era un Maestro che aveva il suo territorio in Somalia. Nel 2015 stava sponsorizzando un ambizioso signore della guerra somalo nelle sue trame per far scoppiare una nuova guerra civile somala al fine di conquistare il paese. Il furto di un carico di diserbante da usare come esplosivo mette Harlan e soci sulle sue tracce, aiutati dal letale cecchino Bressan, ex-commilitone di Kurjak che ora addestra la polizia antiterrorismo somala. Harlan rintraccia infine il covo di Askar in un villaggio vicino a Mogadiscio, sede di terroristi durante la guerra civile e ora abbandonato, e in un duro scontro grazie al supporto di Tesla e Bressan Dampyr elimina Askar.

### Amanar
Autore: Giulio Antonio Gualtieri, Stefano Marsiglia. Disegnatore: Fabrizio Russo. Prima apparizione: Maxi Dampyr n. 9, Nel paese degli Uomini Blu.
Amanar era un Maestro che aveva il suo territorio nel Sahara. Nel 2015 con l'inganno prese il controllo di un giacimento di uranio sull'altopiano di Djado in Niger scontrandosi però con i locali ribelli tuareg. Nel 2017 Arno Lotsari, collaboratore di Dampyr, giunge a investigare la situazione ma viene rapito dai tuareg. Questo causa l'arrivo anche di Harlan Draka e della sua squadra che dopo alcune incomprensioni fanno fronte comune con i tuareg nell'assalto alla miniera di Amanar. Nello scontro nelle gallerie Harlan riesce a uccidere Amanar.  Amanar era un Maestro che usava svariate trappole e camuffamenti.

### Azara
Autori: Mauro Boselli, Marco Febbrari Disegnatori:  Majo, Dario Viotti Prima apparizione: Dampyr n. 259, L'occhio dell'Inferno.
Azara era la più piccola della Famiglia quando i Maestri arrivarono sulla Terra e ben presto si legò all'anziano e saggio Dagda, di cui divenne allieva e confidente. Morto di vecchiaia Dagda Azara per un certo periodo dimorò con Erlik Khan nei deserti dell'Asia centrale ma poi decise di perseguire una carriera militare nel Regno Crociato di Gerusalemme dove fu prima crociata e poi alto membro dei Templari, sempre camuffata da uomo. Fu così che nel 1100 Azara rintacciò indizi su l'occhio bianco, una reliquia di Dagda sottrata dal Maestro Vathek che poi Azara recuperò presso la mitica città di Iram delle Colonne in Arabia, nonostante fosse chiusa in un baule sigillato con sangue di dampyr. Per questa reliquia la Maestra si scontrò con l'agente infernale Vassago che ne rivendicava il possesso ma presso il Golfo di Guascogna nel 1307 mentre avveniva lo sterminio dei Templari Azara riuscì ad eludere Vassago. Nel XXI Secolo Azara si spacciò per Claire Thibaud, archeologa e direttrice della biblioteca di Montmajour in Provenza. Nel 2021 manipolando un suo giovane protetto Azara si incontrò con Harlan Draka che in cambio della collaborazione contro Vassago acconsentì ad aprire lo scrigno di Dagda. Azara era una Maestra molto sentimentale, amica e protetta di Amber Tremayne. Il suo obiettivo è rintracciare tutti i frammenti del calderone di Dagda, custode della conoscenza del mondo originario dei Maestri e andato distrutto secoli fa.

### Bai Gu Jing
Autore: Samuel Marolla. Disegnatore: Fabiano Ambu. Prima apparizione: Maxi Dampyr n. 6, Gli orrori di Khara Khoto.
Bai Gu Jing era un Maestro che aveva il suo territorio nella Mongolia cinese fin dai tempi antichi. Bai era conosciuto nella Cina antica come demone multiforme col soprannome di "Demone dalle ossa bianche" e nel "Viaggio in Occidente" di Wu Cheng'en il re-scimmia Sun Wukong lo affrontò e sconfisse. In tempi storici Bai era il sovrano occulto dell'impero Xixia e aveva la sua base nella città nera di Khara-Khoto; Gengis Khan nel 1226 sottomise gli Xixia e Bai sparì durante il dominio mongolo per poi tornarvi come alleato dei Ming nel 1372 distruggendo la città nera, ormai un avamposto mongolo. Prima della Seconda Guerra Mondiale Bai rapì l'esploratore svedese Sven Hedin. Negli anni '90 rapì a Shenzen una ragazza, Liang Xiang, trasformandola nella sua sposa vampira. Riapparve nel 2014 con l'intenzione di scatenare una guerra tra cinesi e mongoli per riprendere il proprio potere, ma fu contrastato da Dampyr e i suoi amici da un lato e dal fratello minore di Liang Xiang, Sung Ming; insieme, Harlan e gli altri riuscirono ad identificare il suo covo segreto, la vera Khara Khoto protetta da secoli dai suoi poteri, e dopo una dura lotta lo uccisero. Bai Gu era un Maestro molto crudele che faceva imprimere sul volto dei suoi non-morti il proprio ideogramma come segno della loro totale appartenenza a lui.

### Bastet
Autore: Pasquale Ruju. Disegnatore: Fabrizio Russo. Prima apparizione: Dampyr n. 72, La dea egizia.
Bastet si faceva anticamente passare per l'omonima dea egizia (a volte detta anche Bast). Dopo aver girato il mondo per vari secoli, decide di trasferirsi in Italia, a Torino. Proprio qui Harlan ed i compagni hanno modo di incontrarla per la prima volta, trovandosi di fatto costretti ad allearsi con lei per affrontare e sconfiggere una banda di mercenari al soldo di Learco Calderbech, un egittologo che persegue l'obiettivo di uccidere Bastet ed il Dampyr al fine di impadronirsi del suo fluido per mescolarlo al proprio sangue ed allungare a dismisura la propria esistenza. Per questo motivo, unito al fatto che Bastet non si dedica più da tempo alla caccia (il sangue di cui ha bisogno, infatti, le viene offerto spontaneamente dalle sue adepte, in piccole dosi che permettono alle ragazze di restare in vita), Harlan decide di rimandare ad un'altra occasione il confronto decisivo, permettendo alla Maestra della notte di sparire dopo la distruzione del suo rifugio presso Torino. Due anni più tardi, l'assalto di alcuni non morti ad una comitiva di turisti lungo il Nilo convince Harlan, Kurjak e Tesla a recarsi in Egitto. Qui vengono contattati da Bastet (nel frattempo tornata a stabilirsi in quella che considera la sua terra) tramite una sua adepta, ed apprendono come il branco di non morti che stanno cercando sia composto da ex schiavi di Jan Vathek ora al servizio di Abremelin, un mago e scienziato cui proprio Bastet, diversi secoli addietro, aveva donato una piccola quantità del proprio fluido che, riprodotto da costui in laboratorio, gli ha permesso di sopravvivere sino ai nostri giorni. Stringendo una nuova alleanza temporanea, Harlan e Bastet scoprono che Abremelin tiene soggiogati i non morti per mezzo di una potente droga, anch'essa ricavata dal fluido della Maestra. Dopo aver eliminato tutto il branco di vampiri, ed aver rischiato di dover uccidere Tesla (che era caduta prigioniera del mago-scienziato ed era stata drogata), Harlan riesce a mettere le mani su Abremelin, lasciando però l'incombenza di ucciderlo a Bastet (che evidentemente doveva sentirsi responsabile per i guai causati dal suo vecchio amante), dando così ancora una volta modo alla sfuggente ed ambigua Maestra di sparire all'ultimo momento. Nella sua terza apparizione ha chiesto l'aiuto di Harlan per eliminare il suo antico rivale Horo, noto come Re Scorpione, che liberatosi accidentalmente dalla prigionia voleva vendicarsi. Dimostratosi questi troppo forte, Bastet ha quindi aiutato attivamente il Dampyr ad uccidere un altro maestro, guadagnandosi definitivamente la sua fiducia, ma violando una regola molto importante della famiglia.
Il nome del personaggio è un omaggio a Clifford Ball e alla vampira del suo racconto intitolato La Dea-Vampiro (The Goddes Awakes, 1938) pubblicato su Weird Tales.

### Condor
Autori: Mauro Boselli, Mario Faggella. Disegnatori: Nicola Genzianella, Fabrizio Russo e Maurizio Dotti. Prima apparizione: Dampyr n. 58, I segreti di Dreamland.
Il Condor è un Maestro della Notte che ha operato soprattutto nel XX secolo, in America Latina. Coinvolto per lo più in sinistre trame politiche, ha appoggiato la dittatura militare argentina ed il suo sistema di controspionaggio e torture dei dissidenti ed ha contribuito attivamente al golpe cileno del 1973. Una stretta alleanza lo lega a Lord Marsden ed Ixtlán, altri due potentissimi Maestri con i quali condivide il medesimo obiettivo, l'assoluto dominio segreto della razza umana. La sua base è un antico rifugio missionario spagnolo nel deserto di Atacama, nel Cile del nord, dove viene raggiunto ed ucciso da Harlan Draka.
Il nome di questo Maestro della Notte è stato preso dall'Operazione Condor, un patto politico segreto stipulato fra la CIA ed i servizi segreti di molti stati sudamericani in chiave anticomunista.

### Dagda
Autori: Mauro Boselli. Disegnatore: Mauro Laurenti. Prima apparizione: Dampyr n. 186, Taliesin il bardo.
Dagda era uno dei Maestri più antichi; Dagda era il più anziano tra coloro che sopravvissero all'esodo nel multiverso, era un filosofo e sapiente e contribuì a stabilire le regole di segretezza adottate dalla Famiglia per vivere sulla Terra. Predicava la tolleranza e la convivenza con gli umani, che lo adoravano come un dio. Inoltre possedeva un calderone originario del suo mondo, che conteneva tutte le conoscenze della sua stirpe. Tuttavia egli morì di vecchiaia poche centinaia d'anni dopo. In modo ignoto fu comunque in grado attraverso il suo calderone di svelare molti segreti dei Maestri al Dampyr Taliesin in epoca arturiana..
Dagda riprende quasi fedelmente l'omonima figura del mitologico primo re dei Tuatha Dé Danann, compreso il calderone magico fonte di sapienza.

### Draka
Autori: Mauro Boselli, Maurizio Colombo. Disegnatori: Vari. Prima apparizione: Dampyr n. 2, La stirpe della notte.
Draka è uno dei più potenti Maestri della Notte, padre del protagonista Harlan Draka.

### El Lobo
Autore: Antonio Zamberletti Disegnatore: Marco Santucci e Patrick Piazzalunga. Prima apparizione: Dampyr Speciale. n. 10, El Lobo.
El Lobo era un Maestro che aveva stabilito il suo territorio in Messico. A inizio Novecento guidava una compagnia mercenaria, con la quale fu coinvolto in un episodio minore della Rivoluzione Messicana del 1914: fu infatti incaricato dall'esercito messicano di Porfirio Díaz di eliminare un gruppo di ribelli asserragliati nel villaggio di San Pablo nella Sierra Madre occidentale. Nel 2014, nella stessa zona El Lobo era alla guida del più potente cartello dei narcos locali, ma la ferocia dei suoi non-morti attirò l'attenzione di un giornalista amico di Dampyr. Harlan Draka, giunto sul posto e con l'aiuto di due poliziotti locali, affrontò il branco del Maestro. Lo scontro finale avvenne di nuovo a San Pablo dove El Lobo fu ucciso da Harlan. Era un Maestro molto sanguinario, che affermava che il suo lavoro, e piacere, era la guerra; abbastanza inusualmente El Lobo sembrava interessato più ai soldi, tanto da lavorare al servizio di ricchi umani, che al potere.

### Erlik Khan
Autore: Mauro Boselli. Disegnatori: Alessandro Bocci, Luca Rossi, Majo, Michele Coprera. Prima apparizione: Dampyr n. 31, Il mare della morte.
Il Maestro della Notte conosciuto come Erlik Khan è attivo per lo più nei territori dell'Asia centrale, dove nel corso dei secoli si è fatto passare per il dio della morte delle religioni sciamaniche mongole. Da lui ha avuto origine anche il mito di Hellequin, démone citato anche nella Divina Commedia con il nome di Alichino, e dal quale deriva anche la figura di Arlecchino.
In alcune occasioni ricorre inoltre all'identità fittizia di Hugo Markham, anziano e ricco antropologo. La caratteristica che più lo contraddistingue, tuttavia, è il controllo di una enorme armata di non-morti (la quale, a sua volta, è all'origine del mito della Masnada di Hellequin) formata da combattenti di tutte le ere, dai guerrieri primitivi a quelli di epoche recenti, al comando della quale ha combattuto in varie occasioni, ad esempio la guerra dei trent'anni, la Rivoluzione francese, e persino la seconda guerra mondiale. La sua strada si incrocia con quella di Harlan Draka per la prima volta in Uzbekistan, presso il mare d'Aral, dove i due si affrontano in un corpo a corpo. Erlik Khan si rivela troppo forte per il Dampyr, ma non lo uccide, lasciando capire che questa è la volontà di Draka, di cui è fedele alleato, avendo entrambi come obiettivo il controllo degli accessi al multiverso. Diverse altre volte i due arrivano allo scontro, pur senza uccidersi l'un l'altro, anche se non di rado arrivano a stringere alleanze temporanee contro avversari comuni. Possiede un fedele servitore, Kagyr Khan, una creatura vampirica di rango inferiore proveniente dallo stesso mondo dei Maestri. Kagyr è un mutaforma che di volta in volta accompagna Erlik Khan come cavallo, predatore ferino e il maggiordomo Jonas quando il Maestro assume l'identità di Hugo Markham. Nello scontro a tre con Harlan e i Lupi Azzurri nel deserto del Taklamakan perde gran parte della sua armata.. In seguito nel tentativo di uccidere il nuovo dampyr bambino a Skellig Michael Harlan uccide il suo fedele Kagyr Khan Infine Erlik acconsente a farsi manipolare da Lord Mardsen, Black Annis e Shou-Han per combattere una ultima battaglia contro Dampyr che per l'occasione raduna per contrastarlo un gran numero dei suoi alleati ed amici che nello scontro eliminano definitivamente a prezzo di gravi sacrifici tutto l'esercito dei non-morti di Erlik e pure i suoi "figli". Nello scontro con Harlan Erlik viene sconfitto ma momentaneamente risparmiato, solo per essere definitivamente ucciso da Lord Mardsen in una versione parallela dell'antico Mondo dei Maestri
L'aspetto umano di questo Maestro è simile a quello di Gengis Khan.

### Gabor Vlatna
Autore: Mauro Boselli. Disegnatori: Giuliano Piccininno, Stefano Andreucci. Prima apparizione:Dampyr n. 20, Il castello nei Carpazi.
Gabor Vlatna è stato a lungo uno dei principali avversari di Draka. Ha combattuto più volte contro di lui nel corso dei millenni per il possesso della Romania: nelle file dei daci di Decebalo subisce una dura sconfitta a Sarmizegetusa contro le legioni romane, fra le quali Draka figurava con lo pseudonimo di Generale Draco.
Vlatna abbandona momentaneamente la Transilvania, per poi ritornarvi a fianco dei Turchi Ottomani nel XV secolo, riconquistando la regione fino ai giorni nostri.
Negli anni trenta Vlatna consolida il suo potere tramite il controllo del movimento delle Guardie di ferro, ma in seguito si ritira in animazione sospesa per riciclarsi, nei tempi attuali, come filantropo direttore di un orfanotrofio nel suo castello, in realtà una copertura ideale per il suo "mattatoio".
Affrontato da Harlan e compagni, viene poi sconfitto da Draka: il suo corpo viene smembrato e seppellito nei sotterranei del suo stesso castello. Quando poi il padre di Harlan decide di costruire un parco di divertimenti a Castel Vlatna e utilizzare le emanazioni corporee del suo vecchio nemico per ottenere un'ambientazione realistica, quest'ultimo stringerà alleanza con uno dei responsabili del progetto e complotterà per riacquistare tutto il suo potere all'insaputa di Draka. Tuttavia Harlan lo eliminerà definitivamente pugnalandolo al cuore.

### Garuda
Autore: Giovanni Eccher. Disegnatore: Luca Raimondo. Prima apparizione: Dampyr n. 207, Il tempio nella giungla.
Garuda era un Maestro che dominava parte dell'Indocina, che si spartiva con il Maestro Tziao Min. In tempi antichi Garuda fu consigliere e generale per i re di Angkor. Nel ventesimo secolo con l'identità di Fratello Numero Sette divenne un importante dirigente dei Khmer rossi ma quando quel regime cadde si trasferì a Bangkok dove divenne un potente imprenditore. Nel 2017 a seguito della morte di Tziao Min Garuda tentò di prendere anche il controllo della Cambogia assoggettando i non-morti superstiti di Tziao Min. Tuttavia si scontrò con Dampyr impegnato a ripulire l'area dai vampiri. Si scatenò così uno scontro con Harlan prima a distanza a Pnhom Phen e poi nella stessa Bangkok dove a causa anche del tradimento del suo principale non-morto Garuda fu costretto ad affrontare il Dampyr in un duello aereo nei cieli della città che lo vide infine soccombere. Garuda era un Maestro molto scaltro e diffidente, che preferiva rimanere sempre dietro le quinte. Egli pianificava di affermare il suo potere uccidendo Harlan per poi venderne il corpo alle Potenze Infernali.

### Gorka
Autori: Mauro Boselli, Maurizio Colombo. Disegnatori: Majo, Fabio Bartolini. Prima apparizione: Dampyr n. 1, Il figlio del diavolo.
Gorka è il primo Maestro della Notte affrontato dal Dampyr Harlan Draka.
È insediato nei Balcani almeno sin dal Cinquecento, quando agiva nelle vesti di emissario e giannizzero dell'imperatore ottomano Solimano il Magnifico.
In occasione di un suo spostamento a Berlino verso la fine degli anni settanta, il Maestro locale, Shrek, gli offre una giovanissima Tesla Dubcek, che Gorka sceglie di trasformare in una propria non-morta. L'incontro con Harlan avviene durante la sanguinosa guerra civile jugoslava, quando Gorka assale col suo branco il paese bosniaco di Yorvolak, massacrando prima gli abitanti e poi un gruppo di miliziani guidati da Emil Kurjak. I soldati, disperati, vanno a chiamare Harlan, che dice di essere un Dampyr solo per guadagnare qualche soldo dai contadini della zona, allontanando il malocchio con riti pomposi e plateali. Accortosi invece di esserlo davvero, respinge un assalto del branco di Gorka, catturandone addirittura un membro, Tesla Dubcek, facendole riscoprire il proprio lato ancora umano, ed in tal modo costringe il Maestro alla fuga. Per vendicare il suo amico Yuri, che si è trovato costretto ad uccidere perché trasformato a sua volta in non-morto da Gorka, Harlan dà la caccia al Maestro fino a Sarajevo, eliminandolo all'interno di quello che si rivela essere il suo rifugio, i sotterranei della biblioteca nazionale della capitale bosniaca.
Diversi anni dopo questi eventi, Harlan torna in Bosnia per accompagnare Kurjak in visita dal padre malato, ed ha modo di scoprire che lo scontro fra lui e Gorka fu, in sostanza, provocato dall'astuto Nergal, che da anni sorvegliava segretamente il Dampyr ed aveva infine deciso di testarne le reali capacità ai danni di un altro Maestro della Notte, per l'appunto Gorka.
Il nome "Gorka" è tratto dall'omonimo protagonista (interpretato da Boris Karloff) del film del (1963) I tre volti della paura di Mario Bava, nell'episodio I Wurdulak, tratto, a sua volta, dal racconto di Aleksej Tolstoj intitolato La famiglia del Vurdalak.

### Graf von Henzig
Autore: Giorgio Giusfredi, Mauro Boselli. Disegnatore: Michele Cropera, Silvia Califano. Prima apparizione: Dampyr n. 204, Bloodywood.
Henzig è un Maestro che predilige il divertimento ed è un grande fan del cinema horror, si autoproclama nobile di stirpe boema e grande amico di Musuraka. Annoiato dalla Belle Epoque Henzig si interessò al cinema e nel 1890 reclutò e vampirizzò Louis Le Prince in fuga dai sicari di Edison. Negli anni seguenti Henzig e Le Prince collaborarono con Georges Mélies creando un film maledetto che faceva impazzire ma Henzig lo accantonò dietro consiglio di Musuraka. Henzig nel 2017 a Hollywood risvegliò i non-morti superstiti dell'amico e li aiutò nell'ombra a vendicarsi di Harlan Draka e i suoi amici ma il Dampyr sconfisse i non-morti e intuì la presenza di Henzig. Il Maestro decise allora di vendicarsi singolarmente contro ognuno dei membri del gruppo di Harlan. Per primo Henzig attirò Kurjak in un motel abbandonato sulle Smoky Mountains del Tennessee rendendolo protagonista grazie ai suoi poteri di un vero e proprio horror movie nella realtà. Tuttavia l'influsso della Pallida Maschera su Kurjak e l'arrivo imprevisto di Harlan mandarono in fumo i suoi piani e Graf dopo essersi presentato al Dampyr fuggì. Alcuni mesi dopo nel 2018  spacciandosi per Samael attirò in trappola Tesla nella Foresta Boema e nonostante l'intervento rapido di Harlan, Kurjak e perfino Caleb e l'autentico Samael Tesla sfuggì la morte soltanto per un soffio. In seguito pochi mesi dopo attirò in trappola Ljuba in vacanza a Parigi e usando il suo film maledetto e i rimasti non-morti di Musuraka Henzig mise in difficoltà Harlan Draka che però alla fine prevalse grazie a Meridiana, una succuba mandata da Samael, e al tradimento di un non-morto di Musuraka. Ciò nonostante Henzig fuggì.
Il suo aspetto è ispirato a quello dell'attore Benedict Cumberbatch.

### Grigor Vurdalak
Autore: Maurizio Colombo. Disegnatore: Maurizio Dotti Prima apparizione: Dampyr n. 4, Notturno in rosso.
Il potere di Grigor Vurdalak in Russia era consolidato già in ere lontane, quando era al fianco di Gengis Khan durante la sua cavalcata verso l'Europa. Resterà ancora in territorio russo durante il periodo degli Zar e durante la Rivoluzione Russa del 1917. In età moderna, gestisce alcune bande di non-morti per controllare gli affari della malavita moscovita, influenzando diverse famiglie della mafia russa, la Kombinatzja.
Harlan Draka e compagni scoprono la sua esistenza catturando un suo non-morto a Rostock, in Germania, dove praticava una specie di mercato nero di snuff movie, film atroci in cui venivano massacrate persone innocenti. Durante una guerra tra bande, organizzata proprio da Vurdalak, il Dampyr riesce ad ucciderlo in uno scontro frontale tra i due.
Molto recentemente, ha fatto la propria comparsa nella serie la sorella di Vurdalak, Zarema, intenzionata ad assumere il comando della mafia russa in sostituzione del defunto fratello.
Il nome di tale Maestro è stato tratto dal vurdalak, un vampiro del folklore russo.

### Horo
Autori: Francesco Testi, Mauro Boselli. Disegnatore: Fabrizio Russo. Prima apparizione: Dampyr n. 169, La tomba del re scorpione
Noto sin dall'antichità col nome di Re Scorpione, Horo è un maestro con una sconfinata brama di potere. Determinato a conquistare il mondo intero, a cominciare dal sopraffare Bastet con cui condivideva il territorio, viene da questa imprigionato con l'inganno in un sarcofago contenente una rete creata con materia organica donata da numerosi altri maestri che lo vedevano come una pericolosa minaccia. Liberato a causa di alcuni tombaroli si dimostra subito dotato di grandi poteri, tali da potenziare i suoi non morti usando la sua materia organica in modo da renderli più imponenti e resistenti alla luce del sole e trasformandone addirittura l'aspetto nelle classiche divinità egizie. Inoltre crea in poco tempo un suo tempio-rifugio dimostrandosi quindi in grado di modificare oltre alla struttura fisica dei suoi seguaci anche quella delle rocce. Ovviamente il suo primo obiettivo è vendicarsi di Bastet, la quale consapevole di non poterlo affrontare chiama in suo aiuto il Dampyr. Il temibile avversario viene eliminato solo grazie all'aiuto attivo della Maestra, cosa che era sempre stata evitata da "maestri alleati" come Draka e Araxe, i quali dopo aver fornito indizi o informazioni sui vari maestri avversari di Dampyr si sono tenuti accuratamente in disparte dalla lotta per non violare le regole della famiglia.

### Horvat
Autore: Claudio Falco. Disegnatore: Fabrizio Russo. Prima apparizione: Dampyr Speciale n. 13, La terra delle aquile
Horvat era un Maestro Nomade che guidava un piccolo gruppo di mercenari non-morti di guerra in guerra. Tuttavia nel 2017 dopo aver a lungo guerreggiato in Africa Horvat decise di prendere il controllo dell'Albania, un fondamentale punto di snodo dei traffici di tutta Europa. In questo si trovò davanti l'opposizione di Vrana, il Maestro che seppur ritirato dominava quella terra. Vrana fece in modo di attirare anche Harlan Draka nello scontro e infine presso il castello di Vrana il Dampyr uccise Horvat grazie all'aiuto dello stesso Vrana.
Horvat era un Maestro molto sanguinario, che si curava poco delle regole di segretezza imposte dalla Famiglia.

### Huiracocha
Autori: Giovanni Di Gregorio. Disegnatore: Andrea Del Campo. Prima apparizione: Dampyr Speciale n. 14, Le bestie del mondo di sotto.
Huiracocha era un Maestro che con la sua compagna Maestra Katari governava sull'Impero Inca; mentre Katari si intratteneva con gli sciamani e faceva esperimenti su nuove creature non-morte Huiracocha guidava gli eserciti inca in battaglia. Il loro sodalizio si ruppe però all'arrivo dei conquistadores quando Huiracocha fruttando l'alleanza con i nuovi venuti riuscì a sconfiggere Katari che si esiliò. Nel 2018 Huiracocha guidava attraverso un alleato umano un cartello di narcotrafficanti in Bolivia e grazie ai suoi non-morti riuscì a conquistare rapidamente la supremazia sui cartelli rivali. Nel frattempo però Katari si era risvegliata ed aveva attirato nella regione il Dampyr. In Breve Harlan Draka e i suoi soci sabotarono i traffici di Huiracocha mentre dall'ombra colpiva anche Katari. Infine di fronte a Huiracocha apparve Katari offrendo una tregua per eliminare il Dampyr e Huiracocha accettò. Harlan Draka si presentò al Mattatoio di Huiracocha in una huaca nascosta nella Foresta Amazzonica ma quando Huiracocha stava per prevalere sul Dampyr Katari e le sue creature si rivoltarono contro Huiracocha e i suoi non-morti permettendo ad Harlan di uccidere il Maestro.  Huiracocha era un tipico Maestro bramoso di guerra e di potere.

### Huitzilopochtli
Autori: Mauro Boselli, Giovanni Eccher. Disegnatore: Maurizio Dotti. Prima apparizione: Dampyr n. 137, Gli implacabili.
Lo spirito invocato dagli stregoni aymara con il nome di Tío si rivela essere in realtà un Maestro della Notte chiamato Huitzilopochtli, anticamente venerato come divinità dalle civiltà precolombiane, che gli tributavano sanguinosi sacrifici umani. Si trova prigioniero da secoli sotto il Salar de Coipasa, assolato deserto di sale boliviano, per volontà di Draka ed altri Maestri, per motivi non meglio chiariti.
Nel 1908, con la complicità di una strega aymara, aveva fatto in modo che i leggendari Butch Cassidy e Sundance Kid gli offrissero un tributo di sangue in modo da diventare suoi non morti non appena fossero "ufficialmente" deceduti, come sarebbe successo di lì a poco, con la loro uccisione nel corso di un conflitto a fuoco con l'esercito boliviano.
A causa della prigionia che ne ha limitato molto i poteri e la capacità di nuocere, durante i secoli Huitzilopochtli ha avuto bisogno di costanti approvvigionamenti di sangue umano (estorti grazie alle proprie facoltà extrasensoriali e/o tramite gli stregoni del posto) sinché, giunto ai nostri giorni, non si è sentito ormai abbastanza in forze per riemergere dal deserto e riprendere il controllo di quello che considera il suo territorio, nonché dei propri non morti, di fatto inconsapevoli di essere stati resi tali da lui.
Richiamati dalle segnalazioni di don Santiago Willkahuamán, suo vecchio amico, Harlan Draka e compagni si recano in Bolivia per verificare l'esistenza dell'Arcivampiro, che riescono a trovare e sconfiggere solo al termine di un'aspra lotta, durante la quale il Maestro della Notte mette il Dampyr in seria difficoltà, venendo eliminato solo grazie alla ribellione di Butch Cassidy e Sundance Kid, i quali, una volta ucciso il proprio creatore, stanchi dell'esistenza di tenebra cui Huitzilopochtli li aveva condannati, decidono di farla finita sottoponendosi alla luce dell'alba.

### Huracàn
Autori: Luigi Mignacco Disegnatore: Dario Viotti. Prima apparizione: Dampyr n. 223, Cuba Libre!.
Huracàn era un Maestro della Notte che risiedeva a Cuba da tempo remoto nella zona di Aguas Perdidas dove era adorato dagli sciamani indios tainos come Signore delle Tempeste. Nel 1518 Huracàn salvò quattro indios inseguiti da un gruppo di conquistadores ma resosi poi conto che la supremazia degli europei era inevitabile trasformò gli indios in non-morti e si nascose. In seguito tutti i governatori spagnoli di Cuba e in seguito i presidenti della Cuba indipendente in seguito a un patto con il Maestro evitarono la zona di Aguas Perdidas fino al tempo di Batista. Nel 1958  infatti Fidel Castro mandò invece nella zona una squadra guidata da Ernesto "Che" Guevara ma Huracàn sterminò i barbudos risparmiando solo il Che e poi il Maestro convinse Fidel a lasciarlo in pace. Nel 2018 un articolo apparso su Rolling Stones riguardo cantanti risorti e misteriosi divinità orishà attirò l'attenzione di Harlan Draka e soci che all'Avana si scontrarono con alcuni non-morti di Huracàn e in seguito con il segreto supporto del governo cubano gli ammazzavampiri si scontrarono con lo stesso Huracàn ad Aguas Perdidas ma dopo aver perso una mano il Maestro riuscì a scappare dal Dampyr. Nel 2021 Huracàn riapparve ad Haiti dove prese il posto di un potente boss criminale e cominciò ad eliminare i boss rivali, guadagnandosi simpatie in chi vedeva uccisi sanguinari criminali. Avvertito dai suoi contatti Harlan e soci giunsero sull'isola e in una serie di scontri eliminarono tutti i non-morti di Huracàn e infine lo stesso Maestro fu ucciso dal Dampyr.
Huracàn sembrava un Maestro molto riservato, non avendo alcun interesse a governare Cuba o ad uccidere il Dampyr ma solo desiderando essere lasciato in pace nel proprio territorio.

### Iansa'
Autori: Giovanni Di Gregorio Disegnatore: Daniele Statella, Marco Fara Prima apparizione: Dampyr n. 171, Ragazzi Perduti.
Iansa' è una Maestra della Notte femmina molto particolare, che enfatizza l'aspetto materno del proprio carattere. Ella infatti, stabilitasi a Rio e impersonato il ruolo di una divinità del rito candomblé, tiene sotto la sua protezione i meninos de rua locali, trasformandoli però in non-morti. Harlan e soci si imbattono in lei mentre Iansa' e i suoi bambini si stanno scontrando con i famigerati squadroni della morte paramilitari. In seguito i tre ammazzavampiri vengono allo scontro decisivo con il branco, che ha nel frattempo eliminato i paramilitari, e Iansa', ferita a morte dal Dampyr, nei suoi ultimi attimi di vita cerca di uccidere tutto il suo branco cosicché "i suoi bambini non rimanessero soli". Nonostante la vittoria Harlan e compagni mostrano di comprendere e in parte compatire la Maestra, commentando di averne incontrate di molto peggiori.

### Ixtlán
Autori: Mauro Boselli, Maurizio Colombo. Disegnatore: Nicola Genzianella. Prima apparizione: Dampyr n. 24, La milizia oscura.
Il Maestro della notte noto come Ixtlán nei secoli pre-colombiani si faceva passare per una divinità (utilizzando i nomi Totlicutli ed Achiyala) presso i popoli dell'America Centrale. Nelle epoche successive, ottenne molta influenza negli stati post-coloniali sudamericani divenendone una specie di protettore, attraverso forti pressioni sui maggiori clan di narcotrafficanti.
Nel corso del XX secolo, assieme a Condor ed a Lord Marsden, ha organizza una serie di golpe in America Latina. Lui stesso, inoltre, si scopre dirigere la famigerata Area 51, nel deserto del Nevada, negli Stati Uniti.
Compare per la prima volta in Colombia, dove veste il ruolo di eminenza grigia di uno dei cartelli di narcotrafficanti più potenti del paese, capeggiato dal boss Ramón Echeverría, da lui trasformato in non morto. La caccia all'astuto e sfuggente Ixtlán si protrae per diversi anni: Harlan Draka e compagni lo rintracciano prima a Las Vegas, poi in Arizona (dove i tre si imbattono in un branco di non morti del Maestro), quindi nuovamente in Nevada, all'interno di Area 51, che si rivela essere il suo quartier generale. Qui viene poi ucciso dal Dampyr, che mordendolo al collo ne scopre anche i legami con Lord Marsden e Condor.

### Jan Vathek
Autori: Mauro Boselli, Maurizio Colombo. Disegnatori: Maurizio Dotti e Stefano Andreucci. Prima apparizione: Dampyr n. 6, La costa degli scheletri.
Jan Vathek è uno dei Maestri della Notte più forti mai affrontati da Harlan Draka. La sua caccia durerà (pur non ininterrottamente) ben otto anni.
Il Maestro Vathek era conosciuto già in epoche antiche. Era stato infatti un importante sovrano dell'antica Kush, per poi assumere l'identità di un emiro musulmano nel VII secolo, durante la conquista araba della Nubia.
Sempre nei panni di emiro, partecipò attivamente alla conquista araba dell'Africa del Nord, spingendosi con il suo esercito fino in Spagna e Portogallo. In tempi recenti, si è occupato principalmente di sfruttare gli eterni conflitti tra popolazioni africane per mantenere il proprio potere.
Harlan e compagni lo affrontano per la prima volta in Namibia, dove gestisce un importante stabilimento di estrazione diamantifero. Ma contemporaneamente ai tre, anche un Maestro nomade, Omulù, giunge a contatto con Jan Vathek e lo sfida per il possesso del territorio. Nel tremendo confronto a tre, ad avere la peggio è proprio Vathek. Omulù viene ucciso poco tempo dopo da Harlan, mentre Vathek, tornato in forze, riesce a fuggire verso nord.
Anni dopo, viene rintracciato in Angola, dove ha preso il controllo di un'armata di guerriglieri. Vathek è sull'orlo di provocare una nuova guerra civile, ma il Dampyr riesce ad evitarlo, ferendo gravemente Vathek ma non potendo inseguirlo: nello scontro, infatti, Kurjak resta a sua volta gravemente ferito da una scarica di Kalašnikov, e deve essere portato in ospedale prima che possa morire.
Passano ancora anni prima che una soffiata della polizia angolana permetta ad Harlan e soci di localizzarlo su una piattaforma petrolifera al largo della costa della Cabinda: ma questa si rivela in realtà una trappola, organizzata proprio da Vathek per liberarsi del Dampyr, che riesce però a salvarsi.
Nell'estate del 2007, alcuni indizi portano a far credere che Vathek si nasconda a Zerzura, un'oasi leggendaria del deserto del Sudan. Si scatena così una serie di feroci battaglie tra la squadra di Harlan ed i non-morti di Vathek, fino allo scontro finale, che avviene nei sotterranei di quella che era stata, un tempo, Zerzura. Nella battaglia campale, dove muoiono anche alcuni compagni della spedizione di caccia unitisi al Dampyr, Harlan riesce ad uccidere in modo definitivo Vathek, con una pugnalata al cuore inferta con un'arma intrisa del suo sangue.
Il nome di Jan Vathek è un omaggio al romanzo di William Beckford intitolato appunto Vathek. L'incipit del romanzo è la miglior la descrizione dell'omonimo personaggio del fumetto:
[...] La sua figura era gradevole e maestosa: solo quando montava in furia uno dei suoi occhi diventava così terribile che nessuno avrebbe osato sostenerne lo sguardo, e lo sventurato su cui quell'occhio si posava cadeva istantaneamente riverso e talvolta spirava. Per paura tuttavia di spopolare i suoi territori e di rendere desolato il palazzo, solo raramente egli dava sfogo a tale furore. Essendo molto proclive alle femmine e ai piaceri della tavola, Vathek cercava con la sua affabilità di procurarsi piacevoli compagnie; e in questo tanto meglio riusciva in quanto la sua generosità era senza limiti e la sua indulgenza senza restrizioni [...].

### Jeun-Than
Autori: Claudio Falco da un soggetto di Paolo MG Maino. Disegnatore: Andrea Del Campo. Prima apparizione: Dampyr n. 304, La Montagna di Giada.
Jeun-Than era un crudele Maestro che gestiva un giacimento di giada nella montagna Kyawwatchcaim Taung in Birmania. Il Maestro anticamente era un generale mongolo al servizio di Gengis Khan, famoso per la sua ferocia che era arrivato in Indocina inviato da Kubilai Khan e si era spartito il territorio con i Maestri Tziao-Min e Garuda rivendicando il controllo del regno di Burma; con questo si era attirato tuttavia l'inimicizia della benevola Maestra Kwan-Yin che vegliava sui popoli birmani spacciandosi per una dea. Jeun-Than era riapparso nel 1942 quando aveva guidato il secondo battaglione dei Burma Rifles detti Chindits contro l'esercito giapponese ma appena liberato il paese era scomparso con tutti i suoi uomini; in seguito era divenuto uno dei generali a capo della giunta militrare che controlla la Birmania e aveva guidato il golpe del 2021 che aveva ripreso il controllo del paese contro il governo democratico per poi tuttavia ritirarsi a gestire il contrabbando di giada dalla sua roccaforte montana. Nel 2025 un giornalista amante di Kwan-Yin aveva scoperto la sua base, inviandone la posizione alla sua Maestra a prezzo della vita; impossibilitata ad agire direttamente Kwan-Yin aveva mandato la segnalazione al Dampyr che seppur dubbioso sulla fonte della soffiata penetra in Birmania e annienta Jeun-Than e il suo branco.

### Katari
Autori: Giovanni Di Gregorio. Disegnatore: Andrea Del Campo. Prima apparizione: Dampyr Speciale n. 14, Le bestie del mondo di sotto.
Katari era una Maestra che con il suo compagno Maestro Huiracocha governava sull'Impero Inca; mentre Katari si intratteneva con gli sciamani e faceva esperimenti su nuove creature non-morte Huiracocha guidava gli eserciti inca in battaglia. Il loro sodalizio si ruppe però all'arrivo dei conquistadores quando Huiracocha fruttando l'alleanza con i nuovi venuti riuscì a sconfiggere Katari che si auto-esiliò sul delta del fiume Baker in Patagonia e lì entrò in letargo mantenendo però un contatto mentale con tutti gli sciamani e brujos che invocarono il suo nome nei secoli seguenti. Nel 2017 Katari si risvegliò e cominciò a fare piani per vendicarsi. Nel 2018 mentre Huiracocha era impegnato in una guerra tra cartelli di narcotrafficanti in Bolivia Katari attirò in zona Harlan Draka usando il suo amico sciamano indio don Santiago. In breve sfruttando dall'ombra le azioni di Harlan Draka e i suoi soci Katari rovinò i traffici di Huiracocha. Infine di fronte a Huiracocha apparve Katari offrendo una tregua per eliminare il Dampyr e Huiracocha accettò. Harlan Draka si presentò al Mattatoio di Huiracocha in una huaca nascosta nella Foresta Amazzonica ma quando Huiracocha stava per prevalere sul Dampyr Katari e le sue creature si rivoltarono contro Huiracocha e i suoi non-morti permettendo ad Harlan di uccidere il Maestro. Dopo Katari si accinse a uccidere Harlan ma il Dampyr fu più abile e la eliminò.  Katari si considerava una madre per il popolo inca ma era anche ossessionata dai suoi esperimenti che avevano originato i khuru, un nuovo tipo di creature non-morte.

### Klatka
Autore: Mauro Boselli. Disegnatore: Marco Villa. Prima apparizione: Dampyr Speciale n. 16, I vampiri di Mompracen
Adso o Ezzelin von Klatka era un Maestro di origine ungherese amico e alleato di Vlatna e Lord Mardsen che aveva più volte nella storia comandato il corpo dei giannizzeri. Nel 1500 Klatka aveva amato una fanciulla umana non rivelandole la sua vera natura ma la storia era finita tragicamente con il suicidio di lei. Nel 2020 su suggerimento di Mardsen Klatka si stabilisce a Londra e minaccia gli amici di Harlan locali. Tuttavia nel tentativo di uccidere il professor Zardek, amico del Dampyr ed eminente studioso dei mondi paralleli, Klatka e una giovane studentessa di Zardek finiscono accidentalmente in un mondo che ricorda il ciclo malese di Emilio Salgari. Harlan e Kurjak li inseguono ma Klatka con l'identità del Duca Nero ha intanto conquistato Mompracen vampirizzando i tigrotti e sottomettendo Sandokan. Mentre Harlan e Kurjak aiutano Yanez de Gomera a liberare Mompracen Klatka si dirige nel Borneo con l'asservito Sandokan per riconquistare il regno di Kinabalu. È proprio lì che infine il Dampyr con il determinante contributo di Sandokan elimina il Maestro.
Adso o Ezzelin von Klatka è ispirato all'omonimo antagonista del romanzo The Mysterious Stranger di Karl von Wachsmann nel 1844, da cui è ripresa la storia d'amore del vampiro.

### Krigar
Autori: Claudio Falco, Mauro Boselli. Disegnatore: Giuliano Piccininno. Prima apparizione: Dampyr n. 165, La fine della caccia
Krigar è un maestro anomalo, un autentico guerriero, che vive solo per la gioia dello scontro, tanto da non curarsi dei non-morti che crea a meno che non siano veri guerrieri come lui. Viene rintracciato da Harlan in Norvegia grazie all'aiuto appunto di uno dei suoi non-morti abbandonati e poi ucciso dal Dampyr in un duro scontro. Si rivela inoltre il Maestro del Conte Magnus (apparso in Dampyr n.17) e il misterioso Maestro della "Terra di Nessuno" (Dampyr n.153).

### Konrad
Autore: Nicola Venanzetti. Disegnatore: Daniele Statella. Prima apparizione: Maxi Dampyr n. 8, Il Klan dei Dannati.
Konrad era un Maestro che aveva il suo territorio in Arkansas. Durante la Guerra di Secessione Americana Konrad era proprietario di una grossa piantagione nella Quachita County. Al fine di proteggere le sue terre nel 1864 Konrad vampirizza un reggimento di cavalleria confederato con cui aveva un debito di gratitudine per avergli riportato acumi schiavi fuggiti. I suoi non-morti riescono a bloccare la unionista Campagna del Red River. Dopo la guerra civile Konrad guida una delle più feroci cellule del Ku Klux Klan. In tempi più moderni si trasferisce a Little Rock dove diventa un alto dirigente della Dixie Mafia ma lascia a Quachita i suoi non-morti e una famiglia di schiavi umani. Nel 2016 lo scontro tra Konrad e alcuni speculatori di colore attira l'attenzione di Harlan Draka che si dirige in zona.
Alla fine Konrad viene ucciso durante un re-enact durante il quale il Maestro pianificava di eliminare tutti i suoi nemici.
Konrad era un Maestro molto sadico, con una predilezione per la frusta. Sosteneva però di non essere razzista: per lui bianchi e neri erano ugualmente inferiori.

### Kostacki
Autori: Mauro Boselli, Maurizio Colombo. Disegnatore: Luca Rossi. Prima apparizione: Dampyr n. 3, Fantasmi di sabbia.
Non si sa nulla di Kostacki, tranne quello che racconta di lui Amber Tremayne: era uno dei membri più anziani della famiglia e nel XIX secolo impazzì, cominciando ad agire insensatamente allo scoperto e divenendo tristemente noto come "l'Uomo Nero di Screech Wood", per poi sfidare proprio Amber per il controllo della Cornovaglia, stabilendosi perfino ad Old Tremayne Manor, l'antica casa di Amber sorgente sulla collina di Screech Wood (motivo del suo soprannome). Battuto da questa, assieme all'aiuto del fratello Draka, Kostacki fu fatto a pezzi, che furono poi inchiodati in fondo al mare, poco lontano la riva. La costruzione del Luna Park Sandcastle Arcade lì vicino, e la morte di un operaio (non è noto se fu accidentale o meno), due secoli dopo, lo risvegliano. Tuttavia Harlan, originariamente sulle tracce di suo padre, lo affronta e lo uccide in via definitiva pugnalandogli il cuore. Successivamente si scopre che con il nome di Konstatin era stato un generale del Tardo Impero Romano controllando il corpo delle guardie sarmate; si trasferì in Inghilterra per aiutare il suo stretto alleato Lord Mardsen contro Draka e il primo dampyr Taliesin.
Il nome Kostacki è un omaggio ad uno dei personaggi de La bella vampirizzata di Alexandre Dumas.

### Kwan-Yin
Autori: Claudio Falco da un soggetto di Paolo MG Maino. Disegnatore: Andrea Del Campo. Prima apparizione: Dampyr n. 304, La Montagna di Giada.
Kwan-Yin era una benevola Maestra che vegliava sui popoli birmani spacciandosi per una dea; per questo era entrata in contrasto con il crudele Maestro Jeun-Than che rivendicava il Burma come suo dominio. A un certo punto Kwan-Yin si era ritirata sulla isola di Putuo nel Mar Cinese Meridionale vegliando da lontano sul suo popolo e rimanendo spesso in sonno vampirico. Nel 2025 un giornalista amante di Kwan-Yin aveva scoperto la base di Jeun-Than, inviandone la posizione alla sua Maestra a prezzo della vita; impossibilitata ad agire direttamente Kwan-Yin aveva mandato la segnalazione al Dampyr che seppur dubbioso sulla fonte della soffiata penetra in Birmania e annienta Jeun-Than e il suo branco. Quando Harlan rintraccia la Maestra nella sua isola, questa si proclama non una sua nemica avvisandolo invece di altri pericolosi avversari all'orizzonte e che lei si sarebbe nascosta per evitare lo scontro con Harlan Draka. Kwan-Yin era una Maestra relativamente pacifica, non avendo un branco di non-morti al suo servizio e nutrendosi solo da donazioni volontarie dei suoi fedeli monaci, aveva inoltre una relazione sentimentale con un giornalista umano che sacrifica la sua vita per lei ma il Dampyr rimane diffidente nei suoi confronti.

### Lamiah
Autore: Maurizio Colombo. Disegnatore: Majo. Prima apparizione: Dampyr n. 9, Lamiah.
Di Lamiah si sa solo che, attorno al XVII secolo, fu attaccata da un altro Maestro della Notte, il nomade Shrek, che riuscì a sconfiggerla. Perso quello che considerava il proprio territorio, la città di Berlino, venne rinchiusa in un sarcofago e sotterrata in un monastero. Riuscita a liberarsi solo ai giorni nostri, forma un nuovo branco di non-morti e sfida nuovamente Shrek, che però si dimostra ancora una volta troppo forte per lei e la ferisce gravemente. Nella lotta si viene però a trovare coinvolto Harlan, che uccide Shrek. Alla fine Lamiah, troppo debole per affrontare il Dampyr, preferisce gettarsi in un burrone. Molti anni dopo Lamiah riappare, essendo stata salvata da alcuni degenerati sopravvissuti nazisti abitanti quegli abissi sotto Berlino con cui ha vissuto tutto questo tempo e fa squadra con il Dampyr per eliminare una società segreta di estrema destra che voleva sfruttare ed eliminare il gruppo in nome di un rinnovamento urbanistico. Alla fine della vicenda Lamiah rimane in superficie facendo da madre a una bambina.
Il nome di questo Maestro è ispirato al mito greco della lamia, fantasma seduttore assetato di sangue umano.

### Legba
Autori: Mauro Boselli, Maurizio Colombo. Disegnatore: Maurizio Dotti. Prima apparizione: Dampyr n. 15, Nato nella palude.
Legba ha operato principalmente negli Stati Uniti del Sud. In passato si è fatto passare all'occorrenza per Baron Samedi, il macabro signore dei cimiteri del culto vudu. A partire più o meno da metà Ottocento, si è inoltre dato allo sfruttamento della prostituzione ed alla gestione di una casa discografica. Proprio quest'ultima attività gli permise di conoscere il famoso bluesman Robert Johnson e di produrne i dischi.
La sua esistenza viene scoperta da Harlan e compagni in occasione di un loro viaggio in Mississippi alla ricerca degli Swamp Lizards, un gruppo musicale degli anni settanta deceduto in un incidente aereo, ma di cui sono erano stati avvistati alcuni componenti (che difatti si riveleranno non morti di Legba). Con la complicità dello sceriffo del luogo, Harry Duquesne, il Maestro della Notte riesce quasi a far uccidere il Dampyr, ma alla fine viene eliminato egli stesso da Emil Kurjak, che gli spara a distanza ravvicinata alla nuca con un proiettile "trattato".
Il nome di questo Maestro della Notte è stato ripreso da un omonimo loa della religione vudù, mentre gli Swamp Lizards sono un omaggio ai Lynyrd Skynyrd.

### Lodbrok
Autori: Mauro Boselli, Roberto Recchioni. Disegnatore: Daniele Bigliardo. Prima apparizione: Dylan Dog n. 371, Arriva il Dampyr.
Lodbrok è un Maestro grande nemico di Lord Mardsen che aveva grande ascendente sui popoli vichinghi. Nel 845 Lodbrok guidò i vichinghi nell'assedio di Parigi ma fu fermato grazie all'intervento dell'anziano Dampyr Taliesin. Lodbrok guidò i drakkar vichinghi in una serie di sanguinose scorrerie contro l'Inghilterra medioevale finché non fu affrontato da Lord Mardsen nella battaglia di Stamford Bridge nel 1066. Sconfitto Lodbrok fu bandito dalla Gran Bretagna ma giurò di vendicarsi di Mardsen. Nel 2017 con il supporto di John Ghost Lodbrok riprese le sue razzie, questa volta a scapito solo di navi della Temsek. Infine riuscì ad impossessassi di una chiavetta USB con prove della corruzione gestita dalla Temsek. Tuttavia la sua principale non-morta nel tentativo di salvare il suo Maestro scappò a Londra per rivolgersi a Dylan Dog coinvolgendo involontariamente anche Harlan Draka. Dopo alcune incomprensioni e uno scontro in terra inglese con i vampiri di Lodbrok Dylan e Harlan unirono le forze e affrontarono definitivamente Lodbrok nel suo covo sull'Isola di Eilean Ron nelle Ebridi scozzesi. Grazie anche all'aiuto di una selkie attratta da Dylan Lodrok fu ucciso ma ottenne il suo scopo poiché grazie alle prove nella sua chiavetta diffuse da Dylan scoppiò un'enorme scandalo sulla Temsek. Lodbrok era un Maestro crudele ma anche nobile a suo modo, molto potente tanto da assoggettare Tesla per un periodo.
Lobdrok è ispirato all'omonimo personaggio storico e leggendario Ragnar Lodbrok e visivamente raffigurato come ritratto nella serie televisiva Vikings.

### Lord Marsden
Autori: Mauro Boselli, Maurizio Colombo. Disegnatori: Vari. Prima apparizione: Dampyr n. 11, Nemesis.
Lord Marsden è, quasi sicuramente, il principale antagonista di Harlan Draka tra i Maestri della Notte, se non in assoluto. Per questo è quello su cui mano a mano si è scoperto di più. Le notizie certe sul suo conto in possesso di Harlan riguardano il suo controllo della NEA (National Enforcement Agency), un'agenzia di sicurezza privata con sedi in tutto il mondo, e, soprattutto, della Temsek, una multinazionale che ufficialmente produce armi da caccia, ma in realtà si occupa della costruzione e del commercio di armi da guerra supersofisticate e, addirittura, della creazione di supercombattenti geneticamente modificati (sia umani che non morti).
Si ritiene sia approdato nelle isole britanniche in epoca assai remota, infatti in un'occasione racconta di essere arrivato nelle vesti di Angus Og, condottiero del popolo dei Túatha Dé Danann. Da tale aneddoto sul suo passato trae probabilmente origine uno dei suoi pseudonimi, Lord delle Isole. In seguito ha combattuto contro l'indipendenza dell'Irlanda dal Regno Unito intromettendosi nel conflitto tra cattolici e protestanti a favore di questi ultimi.
Insieme al nemico Draka ed a Nergal, Lord Marsden è stato l'unico Maestro ad essere a conoscenza dell'esistenza del Dampyr sin dagli anni sessanta o perlomeno a sospettarlo, a causa di un viaggio giovanile di Harlan a Londra.
Una stretta alleanza lo ha legato per lungo tempo ad altri due Maestri della Notte, Ixtlán e Condor, insieme ai quali ha organizzato e perpetrato una fitta rete di intrighi politici internazionali (prima che questi fossero eliminati da Harlan).
Proprio la straordinaria capacità di organizzare intrighi, anche in piena autonomia, è la caratteristica che sicuramente lo contraddistingue di più e lo rende particolarmente pericoloso. In un'occasione, compare a Martin De Vere, capo dei Lupi Azzurri, nelle sembianze di Magokpa, il Re del mondo, facendogli credere d'essere stato usurpato del proprio trono da Draka, onde convincerlo ad affrontarlo. In un'altra, tenta di eliminare Harlan e compagni attirandoli in trappola tra le montagne dell'Himalaya, facendosi passare per un innocuo quanto inesistente Maestro della Notte di nome Ikaris, che ha scoperto una maniera di ritrasformare i non morti in esseri umani.
Più recentemente, si è venuto a sapere che Lord Marsden ha perso una notevole porzione del proprio potere (anche se, pare, solo provvisoriamente) in seguito all'eliminazione da parte di Harlan Draka di un suo doppio in un'altra dimensione. Nel 2025 alla fine di una complessa vicenda durante la quale Azara e il Dampyr si sfidano per trovare i pezzi del Calderone di Dagda Marsden nel finale dopo aver spiato dall'ombra entra in scena catturando Azara. Poi il lord delle isole spalleggiato da altri suoi doppi provenienti da altre dimensioni minaccia di distruggere le Isole Britanniche con una potentissima bomba atomica ottenuta tramite la Temsek a meno che Harlan Draka non si consegni a lui arrendendosi ma dopo un concitato scontro Harlan Draka con i suoi alleati e un decisivo aiuto di suo padre Draka uccide definitivamente Marsden che stava per attivare l'ordigno.

### Mhorag
Autore: Diego Cajelli. Disegnatore: Giuliano Piccininno. Prima apparizione: Dampyr n. 95, I vampiri di Nadvora.
Mhorag era uno dei Maestri della Notte più potenti già in età preistorica.
Smanioso di dominare il mondo, abitato da un'umanità ancora primitiva, non curandosi minimamente della legge non scritta della segretezza vigente fra i Maestri (nel senso che lasciava agire troppo apertamente il proprio branco di non morti), viene per questo fermato da Draka, che lo seppellisce, dopo avergli amputato braccia e gambe, nelle profondità di una caverna sui Carpazi ucraini.
Risvegliato involontariamente ai nostri giorni da una spedizione di speleolegi dell'Università di Kiev, scatena una piccola guerriglia tra umani e vampiri, fino alla sua uccisione da parte di Harlan Draka.

### Mordha
Autore: Mauro Boselli. Disegnatore: Michele Cropera. Prima apparizione: Dampyr n. 119, L'amante del vampiro.
Mordha è un Maestro della Notte che da sempre ha scelto l'Irlanda quale proprio campo d'azione. In un passato molto lontano si è trovato a doversi confrontare con un altro Dampyr, da lui chiamato Uomo dei corvi (che si scoprirà in seguito essere il bardo Taliesin, da lui involontariamente concepito con Severa Massima, figliastra di Amber); tuttavia, in occasione del confronto decisivo, aveva avuto timore per la propria sorte ed aveva dunque deciso di fuggire e nascondersi, sacrificando però molti dei suoi non morti. Il rimorso e la vergogna per la fuga lo hanno portato nei secoli a venire ad un'esistenza di pressoché totali isolamento ed inattività, perdendo anche in parte il rispetto dei superstiti del proprio branco.
Tale situazione si interrompe nel momento in cui, ai giorni nostri, una ragazza di nome Joan Dunne viene assunta come governante nella villa di un aristocratico, tale sir Charles Moore, che vive confinato in una stanza buia ed altri non è che il Maestro Mordha.
L'incontro con la ragazza, della quale si innamora, fa ritornare nel vampiro la voglia di lottare ed eliminare il nuovo Dampyr Harlan Draka, il quale è nel frattempo venuto a conoscenza della sua esistenza e si è recato a Dublino per eliminarlo.
Per una questione d'onore, ed anche per cancellare definitivamente il ricordo della sua fuga di mille anni prima, decide di combattere contro Harlan e compagni in un'illusoria brughiera (creata grazie ai propri poteri illusori) ed all'arma bianca. Nel duello finale è tuttavia il Dampyr ad avere la meglio ed ucciderlo, anche perché Mordha evita volutamente di mutare forma, scegliendo di affrontare il pericoloso avversario nei panni di un guerriero. Dalla sua unione con Joan è nato il giovane Dampyr Charles Moore.

### Nergal
Autori: Mauro Boselli, Maurizio Colombo. Disegnatori: Vari. Prima apparizione: Dampyr n. 12, Anima persa.
Il Duca Nergal, oltre ad essere uno tra i Maestri della Notte più vecchi e potenti di cui si ha conoscenza, è il capo della Polizia Segreta dell'Inferno, ruolo acquisito dopo aver stretto un patto con le potenze infernali, consegnandosi spontaneamente ad esse. Ha ottenuto in cambio nuovi poteri e alleati, al prezzo di non potersi manifestare materialmente.

### Ningirsu
Autore: Claudio Falco. Disegnatore: Andrea Del Campo. Prima apparizione: Dampyr n. 245, Sangue sulla Siria.
Ningirsu è un Maestro della Notte che in tempi remoti si era spartito il Medio-Oriente con Nergal, di cui era uno stretto alleato. In un tempo imprecisato si era scontrato con Erlik Khan venendone sconfitto. In tempi moderni Ningirsu aveva posto la sua base in Siria con il supporto di un generale dell'esercito siriano e aveva gestito nell'ombra la guerra civile libanese sfuggendo anche al Mossad. Durante la guerra civile siriana il Maestro si era dedicato a un contrabbando di greggio dai pozzi siriani all'Occidente passando per Malta. Nel 2020 proprio la morte di una giornalista inglese a Malta permetterà al Dampyr, affiancato dal comandante peshmerga Dal e dal black ops americano T-Rex, di individuare e rintracciare Ningirsu. Lo scontro finale si consuma nella devastata Aleppo dove Harlan elimina il Maestro grazie alle strategie militari insegnategli dal maresciallo Vapula.

### Omulù
Autore: Mauro Boselli. Disegnatore: Maurizio Dotti. Prima apparizione: Dampyr n. 6, La costa degli scheletri.
Omulù operava soprattutto in Africa, dove si faceva passare per il dio della pestilenza. Non avendo un territorio fisso, era considerato un Maestro della Notte nomade. Harlan Draka, giunto in Namibia alla ricerca di un altro Maestro, Jan Vathek, scopre quindi l'esistenza di Omulù, anch'egli sulle tracce di Vathek per impadronirsi del suo territorio. Nello scontro tra i due Maestri, Omulù riduce in fin di vita Vathek ed in seguito affronta il Dampyr. Dopo un feroce scontro, tuttavia, Harlan riesce tuttavia ad avere la meglio ed ucciderlo, mentre Jan Vathek, creduto morto, riesce a fuggire ed a rifugiarsi in Angola.

### Qerâtu
Autore: Claudio Falco. Disegnatore: Maurizio Dotti. Prima apparizione: Dampyr n. 123, I Senza Morte.
Qeratû (lo spettro, in lingua curda) è un Maestro della Notte assai potente, attivo nell'attuale Kurdistan iracheno almeno fin dal 1258, anno in cui, alla testa dei propri mercenari non-morti, i Bê Helaket (i Senza Morte), conquistò la città di Mosul per conto di Hulagu Khan, il quale lo ricompensò donandogli il possesso del territorio curdo. Nei secoli seguenti si è dedicato col proprio branco a contrastare la resistenza dei guerriglieri Peshmerga ed al contrabbando di armi fino ai nostri giorni, sotto lo pseudonimo di Colonnello Mansur. Non appena Caleb Lost viene a sapere della sua presenza, invia in Iraq Harlan, Kurjak e Tesla, che si avvalgono dell'appoggio di Dal, ex-comandante dei Peshmerga desideroso di vendetta dopo che il Maestro ed i suoi non-morti avevano massacrato l'intera popolazione della città di Habatja vent'anni prima.
È proprio qui che, dopo averne seguito le tracce fra le montagne del Kurdistan, Harlan raggiunge Qeratû e lo sconfigge in duello.

### Rakoczy-Saint Germain
Autore: Mauro Boselli. Disegnatore: Majo. Prima apparizione: Dampyr n. 144, La corona di ferro.
Rakoczy-Saint Germain è un misterioso ed elusivo Maestro della Notte di cui non si sa molto. Nel XVII secolo aveva assunto l'identità di Ferenc Rakoczy-Bathory, principe di Transilvania. Arrivato nei pressi di Milano dall'Ungheria, si imbatté nei briganti della Merlata; bevendo il sangue del loro capo Saracco venne a sapere che costoro, per conto di alcune famiglie nobili milanesi, proteggevano i pezzi mancanti (ritenuti magici) della Corona di ferro, utilizzata per l'incoronazione dei Re d'Italia. Nel secolo successivo ha poi cambiato identità, facendosi passare per il Conte di Saint-Germain, famoso ed enigmatico personaggio storico, e da circa due secoli se ne sono perse le tracce. Inviati a Milano da Caleb Lost, che da tempo sospettava della natura vampirica di Saint Germain, Harlan e compagni si trovano coinvolti nella lotta secolare fra il Maestro della Notte ed un potentissimo agente della Squadra del Male, il barone Vassago (conosciuto anche come il Démone delle cose perdute), da secoli alla ricerca dei frammenti magici della Corona; questi, se cadessero nelle sue mani favorirebbero la stirpe infernale nella conquista di questo mondo, e questo Saint Germain non vuole assolutamente permetterlo. In grave difficoltà contro Vassago, Harlan stipula una tregua con i non morti di Saint Germain, il quale, pur non essendo presente fisicamente nello scontro decisivo con il potente avversario, ha la meglio grazie ad un anello contenente una sua parte organica in possesso del suo più fedele non morto, il Conte Giuseppe Gorani. Questi, dopo la cacciata del démone, consegna spontaneamente i frammenti magici ad Harlan secondo la volontà del suo Maestro, consapevole del fatto che ormai l'unico posto sicuro dove custodirli sia il Teatro dei Passi Perduti di Caleb Lost. Prima di accomiatarsi, Gorani rivela che, sebbene siano sempre in contatto mentale, non vede fisicamente il proprio creatore da più di due secoli, perciò è molto probabile che Saint Germain si sia ritirato in letargo da tempo. Rimane così uno dei pochissimi Maestri della Notte con cui Harlan Draka, pur conoscendone l'esistenza, non si è ancora incontrato faccia a faccia.

### Ryon
Autore: Giorgio Giusfredi Disegnatore: Fabio Bartolini Prima apparizione: Dampyr n. 277, Radio vampira.
Ryon è il più giovane Maestro della Notte arrivato sulla Terra dal loro mondo morente, fratello di Krigar. Arrivato sulla Terra in stato di catalessi il Maestro Dagda e Krigar lo riposero in uno speciale sepolcro nascosto nei Monti Pisani, dove rimase per numerosi secoli vedendo il mondo sempre in contatto con il fratello di cui condizionò anche alcune scelte come vampirizzare una giovane nobildonna ghibellina nel 1289 vicino al suo sepolcro, non-morta che poi rimase a lungo nella zona per ordine di Krigar e di Draka, probabilmente per controllare Ryon discretamente. L'uccisione di Krigar da parte di Harlan Draka in tempi moderni permise a Ryon infine di riuscire a risvegliarsi. Nel 2023 il giovane Maestro, che si spacciava per un normale ragazzo umano, collaborò con la non-morta sopravvissuta di Krigar in una missione di vendetta durante la quale il giovanissimo Maestro attirò il Dampyr con cui si confrontò a distanza riuscendogli così a sfuggire.
Il suo design è ispirato all'attore Timothée Chalamet.

### Rothgar
Autore: Claudio Falco Disegnatore: Andrea Del Campo Prima apparizione: Dampyr n. 274, La progenie di Rothgar.
Rothgar è un Maestro della Notte alleato del Condor ossessionato dalla creazione di una progenie ibrida tra Maestri ed umani. Anticamente il Maestro fu condottiero dei barbari alemanni nella zona del Baden-Württemberg, che elesse a suo territorio, nel Medioevo fu un monaco benedettino in un monastero locale e in seguito consigliere dei margravi del Baden. Negli anni '30 del Novencento fu direttore delle famose Terme di Baden, dove operò molte attrici emergenti della Germania nazista, una delle quali, preferita di Hitler, fu da lui vampirizzata. Per proseguire i suoi esperimenti Rothgar durante la Seconda Guerra Mondiale si infiltrò in un campo di concentramento in Polonia e assistette i medici nazisti nei loro esperimenti sugli ebrei, vampirizzando anche il gerarca Thomas Dressler, che divenne il suo braccio destro e principale aiutante in questo folle progetto. Dopo il 1945 Rothgar si rifugiò a San Carlos de Bariloche in Argentina, territorio sotto il controllo del suo amico Maestro Condor e proseguì gli esperimenti. Dopo che il Dampyr uccise il Condor Rothgar prese contatto con un non-morto sopravvissuto, ex torturatore della ESMA durante il regime di Videla, a Buenos Aires e continuò i suoi traffici. Nel 2023 Harlan si mise sulle tracce del non-morto e così facendo scoprì anche l'esistenza di Rothgar il quale non esitò ad abbandonare il suo covo argentino e a sacrificare Dressler, sfuggendo così al Dampyr. Alcuni mesi dopo Harlan e i suoi compagni rintracciarono la attrice nazista non-morta a Baden Baden, dove il Maestro si era ristabilito. Intrigato dall'idea di usare un dampyr nei suoi esperimenti Rothgar si confrontò con Harlan ma anche se lo catturò momentaneamente alla fine il Dampyr riuscì a ucciderlo.

### Roxana Dragoste
Autore: Giovanni Di Gregorio. Disegnatore: Giorgio Gualandris. Prima apparizione: Dampyr n. 238, Roxana.
Non si conosce granché del passato di Roxana Dragoste, se non che era un'amica di lunga data di Gabor Vlatna, e dunque anch'ella nemica di Draka. Durante il periodo della Belle Époque aveva aperto in Romania, nei Carpazi Nord-Orientali, il prestigioso Hotel Imperial, trasformando un comune albergo di montagna in un luogo che potesse rivaleggiare con stabilimenti termali altrettanto noti come quelli di Vienna e Parigi. Esso era il suo feudo personale, dove, con la sua personalità magnetica da ape regina, attraeva una vasta clientela comprendente capitani d'industria, artisti, notabili d'alto rango, e addirittura qualche principe, tra i quali sceglieva il suo amante occasionale. In particolare un certo Dimitru, al suo fianco da anni (evidentemente il suo preferito). Quando la Romania scese in guerra contro gli Imperi centrali nel 1916, la vita all'hotel proseguì imperterrita, fino al giorno in cui la maestra non scoprì che Dimitru la tradiva. Dopo averlo ucciso decise di fare lo stesso con gli ospiti dell'albergo lasciandoli massacrare dai suoi non-morti, trovando la vita senza di lui noiosa e senza senso. Dopodiché si ritirò nel suo appartamento segreto entrando nel letargo vampiresco. Per anni tenne lontani i pochi curiosi che si avventuravano fin lì con i suoi poteri illusori, convincendo la gente che l'Hotel Imperial fosse infestato. A questo proposito il governo romeno, volendo ristrutturare e riaprire l'hotel, nel 2020 chiamò dall'Inghilterra i ghosthunters dell'Università di York, ancora ignari della vera natura dei disturbi, per studiare le apparizioni. Quando si accorse che Sorin, rappresentante dell'istituto nazionale del patrimonio artistico e culturale, somigliava come una goccia d'acqua a Dimitru, decise di uscire dal sonno, attirò l'uomo nelle sue stanze e se ne nutrì per poi vampirizzarlo, con l'obiettivo finale di trasformare i ghosthunters in cibo per i suoi schiavi, e infine tornare a dominare sulle terre circostanti. Harlan Draka, accompagnato dai suoi amici Kurjak e Tesla, preoccupato che Maud e i suoi colleghi non rispondessero alle chiamate, si diresse verso il rifugio della Maestra, riuscendo ad ucciderla per il rotto della cuffia.
Come altri suoi simili era crudele e al tempo stesso scaltra, tanto da avere trasformato un hotel apparentemente innocuo in una trappola mortale, riuscendo a mettere nel sacco anche Tesla. Non fosse stato per la morte del suo nuovo amante/schiavo, probabilmente, sarebbe riuscita dove gli altri Maestri avevano fallito: eliminare il Dampyr.

### Shrek
Autore: Maurizio Colombo. Disegnatore: Majo. Prima apparizione: Dampyr n. 9, Lamiah.
Di Shrek si sa solo che era un Maestro nomade, che sfidò poi nel XVII secolo Lamiah per il controllo di Berlino. Riuscito a sconfiggerla, la seppellì in fin di vita in un monastero della capitale tedesca. Nei secoli a seguire dominò incontrastato sulla città, fino a quando, riuscita a liberarsi dalla prigionia, Lamiah riacquista forza vitale per sfidare Shrek e riconquistare il territorio. Harlan, a Berlino assieme a Tesla, originaria di questa città, sfida entrambi i Maestri: Shrek viene ucciso in battaglia (non prima che Tesla riveli ad Harlan che fu proprio Shrek ad offrirla in dono all'alleato Gorka, che poi la trasformò in non-morta), mentre Lamiah, gravemente ferita, si getta in un precipizio, ma si suppone possa essere sopravvissuta.

### Tziao Min
Autore: Michele Masiero, Claudio Falco. Disegnatore: Oliviero Gramaccioni. Prima apparizione: Maxi Dampyr n. 1, Ombre nella giungla.
Non si sa praticamente nulla di Tziao Min. Harlan Draka viene a sapere della sua esistenza da un suo non-morto, un ex-soldato statunitense che venne da lui catturato nella giungla del Vietnam; frastornato dalla trasformazione questi si allontanò e denutrito cadde in letargo, venendo raccolto dai suoi ex-commilitoni e riportato negli U.S.A. come cadavere. Perse così contatto col suo Maestro e vagò per decenni per le Americhe fino all'incontro con Harlan. Infine nel 2015 Harlan ritrova la pista su Tziao Min, si scopre che dopo la fine della guerra del Vietnam negli anni ottanta si era trasferito a Macao dove sotto l'alias del Monaco aveva spodestato le Triadi e preso il controllo della malavita locale. In seguito grazie ad altri ex-soldati statunitensi vampirizzati rimasti in Indocina aveva preso il controllo anche del traffico di droga. Nel 2015 Tziao Min ormai conosciuto solo come il Monaco era il boss del crimine più influente di tutta l'area orientale, tuttavia accettò lo scontro con Dampyr che aveva seguito le sue tracce fino a Macao e in un monastero, che fungeva da suo quartier generale, avvenne lo scontro che vide infine Harlan vincitore.

### Vanth
Autori: Mauro Boselli. Disegnatore:Michele Rubini, Nicola Genzianella, Michele Cropera, Majo e altri Prima apparizione: Dampyr n. 224, Il santo venuto dall'Irlanda.
Vanth era un Maestro della Notte di sesso femminile, amante del Maestro Mardesn. Vanth per lungo tempo dominò la Toscana come dea della morte etrusca. Verso il 500 d.C. Vanth su incaricò di Mardsen circuì il re dell'Ulster inimicandosi però il figlio Frediano, dotato del potere della veggenza. In seguito la Maestra si spostò a Lucca dove circuì anche il locale strategos bizantino. Tuttavia Frediano si era nel frattempo alleato al Dampyr Taliesin e insieme i due principi giunsero a Lucca in tempo per sventare il piano di Vanth di conquistare la città e insieme Taliesin e Frediano uccisero la Maestra. Poco prima del Luccacomics 2018 Sho-Huan attirò a Lucca il Dampyr Harlan Draka facendo credere che Vanth fosse sopravvissuta ma Harlan sventò la trappola.

### Verdier
Autore: Maurizio Colombo. Disegnatore: Alessandro Baggi. Prima apparizione: Dampyr n. 10, Casa di sangue.
Non si nulla di Verdier, tranne che, poco prima della Rivoluzione francese, si dedicò ad arti occulte per acquistare un potere ancora più forte, per dominare sia gli umani che gli altri Maestri. Sconfitto da Araxe De Kerkadio, che doveva essere la sua vittima, ricompare nel XXI secolo: i demòni a cui si era rivolto gli permisero infatti di vivere sotto forma di casa alla periferia di Parigi, ritenuta stregata dagli abitanti del quartiere, che non a caso l'hanno ribattezzata Maison Enfer (Casa dell'Inferno), formata interamente da suo materiale organico, e trasformò in suoi schiavi gli inquilini che nel corso degli anni vi andarono ad abitare. Quando Harlan Draka apprende ciò, affronta Verdier e lo uccide estraendogli il cuore con un bastone intriso del suo sangue.

### Victor Laforge
Autore: Claudio Falco. Disegnatore: Michele Benevento. Prima apparizione: Dampyr n. 142, I fantasmi di Distretto Sei.
Si sa poco di questo Maestro della Notte, tranne che, a cavallo fra la Prima e la seconda guerra mondiale, si è dedicato ad affari di natura poco chiara nei possedimenti coloniali francesi nell'Africa sub-sahariana. Di recente si è trasferito in Sudafrica, a Città del Capo.
Qui, profittando dei mai sopiti problemi razziali, ha trasformato in suoi schiavi non morti alcuni ex poliziotti bianchi attivi durante l'apartheid, ordinando loro di commettere una lunga catena di omicidi nel quartiere di Distretto 6, al fine di allontanarne i residenti neri e mulatti e trasformarlo in una zona commerciale, gestita dal Maestro tramite prestanome. Inviati a Città del Capo da Caleb Lost, Harlan, Kurjak e Tesla, supportati dall'attivista (nonché collaboratrice locale di Caleb) Mama Becky e dalla sensitiva Lizzie Mugaba, si mettono immediatamente sulle tracce di Laforge, individuandone il rifugio grazie al tradimento di un suo alleato. Una volta giunti sul posto, Kurjak e Tesla cadono prigionieri del Maestro, che ha in mente di vampirizzare il primo per poi costringerlo ad uccidere la seconda. Tuttavia Laforge intende prima liberarsi di Harlan, che nel frattempo si è già sbarazzato di tutti i non morti presenti, e non esita ad affrontarlo in un corpo a corpo.
Quando sembra prossimo a soccombere, il Dampyr riesce a colpire l'avversario con un coltello sporco del suo sangue in pieno volto, ottenendo però solo di ferirlo gravemente. Laforge, infatti, fa in tempo a fuggire e rifugiarsi in una zona sotto il suo controllo, situata fra Mali e Burkina Faso. Viene infine ucciso dopo una lunga caccia tra Mali, Burkina Faso e Congo (Ex-Zaire)..

### Vrana
Autore: Claudio Falco. Disegnatore: Fabrizio Russo. Prima apparizione: Dampyr Speciale n. 13, La terra delle aquile
Vrana era un Maestro che stabilì il proprio dominio sull' Albania a partire dal '500. Fu infatti Vrana a ispirare l'eroe albanese Giorgio Castriota nel 1443 nella sua ribellione contro i turchi. Vrana sostenne la lotta di Castriota, più noto come Skanderbeg, contro i turchi fino al 1467 quando razziatori akinji assaltarono il suo castello presso Krasta uccidendo tutti i suoi servitori e la sua sposa umana. Dopo essersi vendicato Vrana decise di ritirarsi dalle lotte di potere, dedicandosi allo studio della letteratura umana. Tuttavia con il nome di Cavaliere di Altafoglia il Maestro aiutò gli ultimi fedeli di Castriota a riparare in Calabria dove fonderanno la comunità arbëresh che Vrana proteggerà sempre nei secoli, in particolare nel 1799 massacrando un gruppo di sanfedisti. Negli anni 2000 Vrana si spacciava per un professore in pensione di origine italiana residente a Kruja e intratteneva rapporti epistolari con il prof. Hans Milius dell'Università di Friburgo. nel 2017 il Maestro Nomade Horvat decise di conquistare l'Albania e per fermarlo Vrana usando Milius come canale attirò nello scontro Harlan Draka; infine presso il castello di Vrana il Dampyr uccise Horvat grazie all'aiuto dello stesso Vrana. In seguito Vrana e il suo unico non-morto arrivarono in Italia. Nel 2020 gli arbëresh furono minacciati da una 'ndrina della 'ndrangheta e Vrana intervenne, cosa che permise a Harlan di ritrovarne le tracce. Ma dopo un confronto con il Dampyr e dopo aver ucciso tutti gli 'ndranghetisti Vrana decise di entrare in sonno vampirico fino alla fine della vita di Harlan.. 
Vrana era un Maestro molto particolare, affascinato dagli umani e dalla loro cultura.

### Wunggurr
Autore:  Mauro Boselli Disegnatore: Dario Viotti. Prima apparizione: Dampyr Speciale n. 18, Il Giovane Dampyr
Wunggurr era uno di quei Maestri che durante la fuga dal loro mondo morente verso la Terra rimase intrappolato in una piega tra le membrane del Multiverso che corrispondeva al Temposogno degli Aborigeni austrialiani. Nel millenni il Maestro riuscì a mandare sue emanazioni in Australia, dando origine ai miti di vampiri locali. Nel 2020 Wunggurr percerpì a Shark Bay Shire a Gascoyne nella Western Australia il giovane dampyr Charles Moore e mandò una sua emanazione il yara-ma-yha-who a controllarlo. Nel 2022 sfruttando Charles Moore che voleva affrontare il yara-ma-yha-who Wunggurr riuscì ad attirare Harlan Draka nel Temposogno per uccidere il suo spirito en entrare nella realtà con il suo corpo. Tuttavia Harlan con l'aiuto di uno sciamano malgana riuscì ad attingere ai suoi poteri da mutaforma e annientò Wunggurr e nel frattempo nella realtà Charles uccise il yara-ma-yha-who.

### Zarema
Autori: Mauro Boselli, Diego Cajelli. Disegnatore: Luca Raimondo. Prima apparizione: Dampyr n. 125, Stagione di caccia.
Zarema è un Maestro della Notte di sesso femminile, che si scopre essere sorella del Maestro Grigor Vurdalak, ucciso da Harlan Draka diversi anni prima.
Per secoli ha vissuto in solitudine su un'isola al largo del Mar Caspio sotto la protezione del fratello, del quale ora vuole prendere il posto come eminenza grigia di alcuni clan della mafia russa. Dopo aver fatto catturare Harlan, lo fa trasportare sull'isola per farlo eliminare nel corso di una battuta di caccia da alcuni suoi alleati umani e vendicare in tal modo la morte del fratello. Tuttavia il Dampyr riesce ad avere la meglio su questi ultimi e ferisce Zarema la quale, terrorizzata dal dolore fisico che non aveva mai provato nella sua lunga vita, fugge giurando vendetta. Dopo un nuovo breve scontro con il Dampyr in Siberia, Zarema viene infine uccisa a Mosca da Harlan dopo un fallito tentativo di uccidere il dampyr grazie a un esper un tempo al servizio del KGB..